# Улица Сикейроса
Улица Сике́йроса — улица в Выборгском районе Санкт-Петербурга. Проходит от проспекта Энгельса до проспекта Художников. Названа в 1974 году в честь мексиканского художника и коммуниста Хосе Давида Сикейроса.

## История

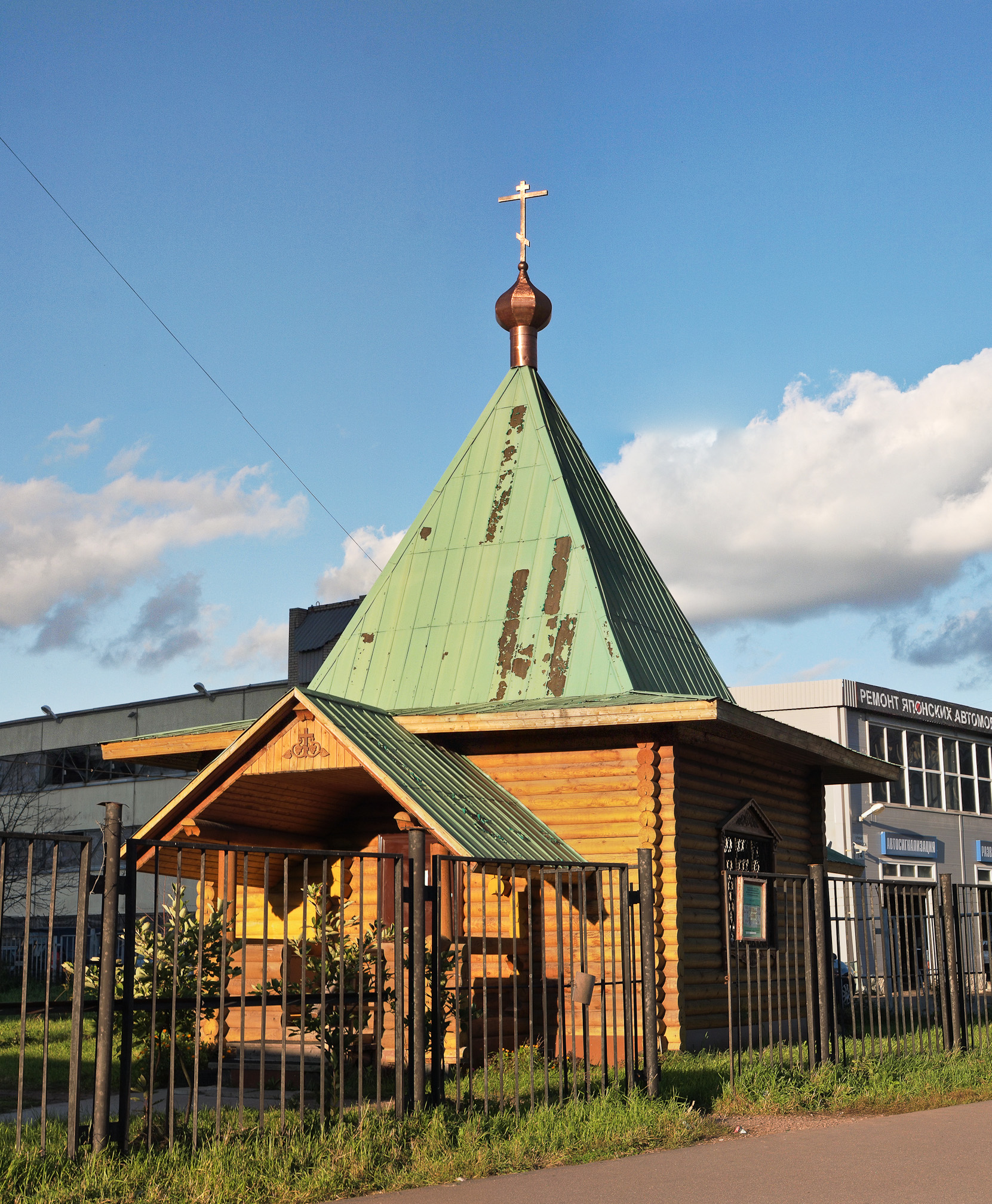
Часовня святого исповедника Луки Войно-Ясенецкого (улица Сикейроса 14 корпус 2). Сейчас перестроена в полноценный храм.

Фактически улица появилась в 1977 году. Застраивалась с 1978 по 1982 год.

## Пересечения
Улица Сикейроса пересекает или граничит со следующими проспектами и улицами:
- проспект Энгельса
- улица Есенина
- проспект Художников

## Транспорт
Ближайшая станция метро — «Озерки».
Автобусные маршруты: № 80, 123, 208, 270, 272.